# Ornithion semiflavum
Ornithion semiflavum е вид птица от семейство Tyrannidae.

## Разпространение
Видът е разпространен в Белиз, Гватемала, Коста Рика, Мексико, Никарагуа, Панама и Хондурас.